# جان-بيير كيف
جان-بيير كيف هو جراح وسياسي فرنسي، ولد في 20 فبراير 1952 في مونتوبان في فرنسا، وتوفي بنفس المكان في 28 مارس 2017. نشط حزبياً في الاتحاد من أجل حركة شعبية والاتحاد من أجل الديمقراطية الفرنسية. وقد انتخب عضو مجلس جهوي ‏ وانتخب نائب فرنسي عن دائرة Tarn-et-Garonne's 1st constituency ‏ وقد انضم خلال فترته النيابية ‏ (2 أبريل 1993 – 21 أبريل 1997) للكتلة البرلمانية الاتحاد الفرنسي للديمقراطية والمركزية ‏.